# Business case
 (mars 2020).
 (février 2020).
Si vous disposez d'ouvrages ou d'articles de référence ou si vous connaissez des sites web de qualité traitant du thème abordé ici, merci de compléter l'article en donnant les références utiles à sa vérifiabilité et en les liant à la section « Notes et références ».
Un business case (en management), ou analyse de rentabilisation en français, est une proposition structurée pour la mise en place d'un projet d'envergure. Le business case va permettre à une personne ou une équipe de faire approuver un projet en mettant en avant les atouts qu'il va pouvoir apporter à la société. Le business case a donc pour objectif de montrer la valeur ajoutée du projet. 
Lors de la mise en place d'un projet, ce dernier doit être approuvé notamment s'il représente un investissement important. Le business case met en avant l'objectif du projet. Pour ce faire, il énumère les raisons pour lesquelles le projet a été initié, les bénéfices attendus, les options à considérer (avec les facteurs de rejet ou d'approbation expliquant la prise en compte ou pas de chaque option), les coûts prévisibles, l'analyse des carences et les risques supportés. Le business case va chercher à présenter la valeur ajoutée du projet et donc de l’investissement de départ (à ne pas confondre avec Business Plan). 
Dans presque tous les cas, il serait judicieux de soumettre une étude qui compare l'option du statu quo (ne pas agir) ainsi que les coûts et risques entraînés par l'inactivité, et le projet à l'étude.
On examinera le dossier non seulement au début du lancement (faut-il ou ne faut-il pas réaliser le projet), mais aussi de façon régulière tout au long de sa mise en œuvre (à chaque étape, avant de passer à la suivante), pour s'assurer que le business case est toujours valable, c'est-à-dire que l'objectif économique est toujours d'actualité, ainsi que le projet suit bien la voie qu'on a tracée pour atteindre l'objectif.
Résultat de l'examen, on peut : soit mettre un terme au projet soit modifier des étapes à venir. On peut aussi amender le business case si on constate que les besoins économiques ont changé. Cela sera décisif pour le projet.
Nous allons donc nous interroger sur la mise en place efficace d’un business case. 

## Etapes d'un business case
Afin de réaliser un business case, il faut passer par certaines étapes : 
Introduction  : sur quoi porte votre « case » ? Cette étape fait appel à la motivation et à l’élaboration de la problématique. Il faut expliquer clairement le projet, fournir toutes les informations afin d’avoir une documentation complète. 
Donnez des options : solutions possibles. Il faut donner aux parties prenantes du projet plusieurs propositions possibles de manière claire et appropriée au besoin mentionné. En effet, l’information doit être suffisante afin de faciliter les évaluations comparatives de chaque proposition.  
Énumérez les avantages  : quantitatifs et qualitatifs. Il s’agit de décrire la situation précise.  
- Éléments quantitatifs  : par exemple, augmenter le temps moyen que les visiteurs passent sur une page web

- Éléments qualitatifs  : aider le client à mieux comprendre le produit, améliorer la perception qu’à le client du professionnalisme et la fiabilité du secteur.

Vision perspective  : détermination des risques et description du projet. Il faut garantir que la valeur ainsi que les risques inhérents au projet proposé ont bien été identifiés. Ainsi on peut répondre à des questions telles que  : A quelle échelle le projet sera-t-il appliqué ? Quels sont les risques que nous pouvons évaluer ? Quel sera l’objectif principal du projet ? Combien de temps faut-il pour réaliser cet objectif ? Quelles mesures sont nécessaires pour atteindre cet objectif ? Quelles sont les mesures qui ne sont pas nécessaires ? 
Budget : estimation et collecte de fonds. Il est nécessaire de faire une estimation des fonds et des heures de travail passées pour atteindre les objectifs du projet. C’est également dans cette étape qu’il est idéal d’indiquer la provenance de l’investissement. L’investissement sera-t-il sollicité, emprunté, donné ou libéré ailleurs dans le budget de l’entreprise ? Il est nécessaire qu’un membre du comité exécutif sponsorise et soutienne pleinement le projet. Cette personne a le pouvoir de distribuer (tout, ou du moins une partie), le bénéfice réalisé par le projet. 
Exposé : plan de projet. Il faut établir un plan de projet provisoire. Il s’agit de savoir comment le projet sera réalisé. Cette étape nécessite beaucoup de travail. Elle peut également être une étape majeure du business case. Il faut d’abord établir les grandes lignes du projet tels que  : les objectifs (une formalisation plus détaillée des objectifs), une échelle (approfondir les limites prévues du projet), la liste des tâches et des étapes importantes (comment les tâches sont-elles groupées et demander à l’équipe des mises à jour concernant l’avancement du projet), les systèmes de communication (comment les informations sont échangées au sein de l’équipe), le travail et le retard (connaître les personnes derrière le projet et le temps d’heure passé dessus), les résultats (les résultats matériels comme le produit final ou la mesure de son succès), le planning (le délai prévu pour le projet, comme la date de sortie), et enfin le budget (faire une estimation des coûts). 
Résumez  : la synthèse marginale. Une synthèse est demandée de la longueur d’une page pour tout ce qui a été développé précédemment. Il s’agit de fournir une synthèse rapide  : du problème, de la solution, des couts, du rendement potentiel, des délais, et des personnes impliquées. Dans la suite logique, le service des TI doit approuver le projet et le juger viable sur le plan technique. Ainsi, une fois toutes ces modalités respectées, on pourra assurer un suivi et mesurer les résultats et bénéfices réalisés par le projet entrepris. 
Présentation du business case : Pour cela, il faut se mettre d’accord sur le support utilisé durant la présentation. Il faut mettre l’accent sur le besoin du projet. Il faut également se préparer aux possibles questions qui seront posées à la fin de la présentation  

## Pourquoi le business case?
Plusieurs raisons viennent appuyer la nécessité d’évaluer/justifier le business case ce qui lui accordera la priorité lors de la gestion d’un projet. Mais pourquoi est-il nécessaire de prioriser le business case ? Plusieurs raisons viennent appuyer cette volonté :  
L’investissement, un autre aspect qui priorisera le business case lors de la réalisation d’un projet. Il peut être entrepreneurial, financier ou non-financier, et finira toujours par apporter de la valeur à la finalité du projet. Lors de la définition du business case, ce dernier doit également détailler les moyens humains qui seront déployés afin de gérer au mieux le projet. 
En effet, lorsque l’on énumère les objectifs du projet, le business case met en avant les bénéfices qui seront générés par la finalité de ce projet et qui pourront ensuite être redistribués, un atout à la définition de cette méthode. 
De plus, cette démarche prouve que la société a intérêt à allouer ses ressources aux opportunités les plus valorisantes et permet d’entreprendre des projets interdépendants dans le cadre d'une logique optimum.  

## Caractéristiques de l'élaboration d'un Business Case
Afin d’élaborer un Business Case qui soit optimal et bénéfique à la gestion d’un projet, ce dernier doit répondre aux caractéristiques suivantes :  
| Caractéristique | Description |
| --------------- | --- |
| Adaptable       | Taillé en fonction de l'ampleur et du risque de la proposition                                                            |
| Consistant      | Respect des enjeux économiques poursuivis, par les projets                                                                |
| Financier       | Concentration améliorée sur les possibilités et impacts financiers                                                        |
| Complet         | Possession de tous les facteurs requis pour une évaluation                                                                |
| Compréhensible  | Clarté, adaptabilité et logique du contenu, ainsi que la simplicité à mettre en œuvre et à évaluer                        |
| Mesurable       | Quantification de tous les aspects clés afin de suivre et de mesurer leur réalisation                                     |
| Transparent     | Justification directe des éléments clés                                                                                   |
| Responsable     | Responsabilités et engagements en faveur d'une distribution des bénéfices et de la gestion des coûts doivent être clairs. |

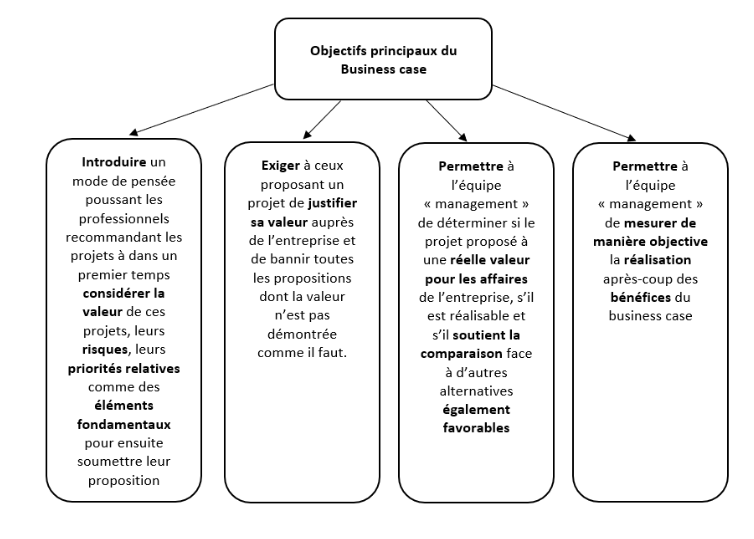
Objectifs d'un business case

L'élaboration d'un business case ne doit pas se faire de façon mécanique. En effet, le dossier doit montrer que tous les problèmes ont été pesé, que les bénéfices arriveront en temps et heure voulus, que l’on a bien évalué et estimé le coût des aspects techniques mais également que l’on est en mesure de suivre ainsi pas à pas la réalisation du projet. Pour tout projet TI, il est peu probable qu'une proposition, même significative, soit soumise pour approbation au chef de l'équipe du management sans l'accord du sponsor financier à la tête du département TI. 
Un business case doit contenir tout ou partie des types d'informations suivantes (cela dépend de l'ampleur, de l'agenda, de l'échelle et de la disponibilité de l'information) : 
- Référence - nom/référence du projet, origines, contexte, état actuel
- Contexte - Objectifs/opportunités financiers, alignement stratégique financier (priorité)
- Proposition de valeur - résultats financiers désirés, feuille de route pour les résultats, bénéfices financiers (suivant résultat), valeur des bénéfices quantifiés, scénarios financiers coûts/ RSI, Risques/coûts de ne pas agir, risques du projet (pour le projet lui-même, bénéfices et business).
- Concentration - Etendue des problèmes/solutions, hypothèses/contraintes, options identifiés/évalués, ampleur, échelle, et évaluation de la complexité.
- Livrables - Résultats, livrables et bénéfices planifiés, espaces organisationnels concernés (sur le plan interne et externe), intervenants clé, dépendances
- Charge de travail - Approche, définitions des phases et étapes (activités et modifications du projet, activités de distribution technique, devis ou panne dans la charge de travail, plan et planification du projet, ressources de l'équipe, fonds
- Implication (requise) - Contrôles du projet, rapports, livrables, budget/plan financier.

## Différence entre business case et business plan?
Le business plan et le business case ont tous deux pour objet de présenter une opportunité. Toutefois, bien que similaires, ils diffèrent par leur portée et leur horizon temporel.
Le business case se concentre généralement sur une action spécifique à entreprendre dans une activité de l'entreprise, tandis que le business plan est un plan d'action à long terme pour l'ensemble de l'entreprise.
Le business plan est donc un document stratégique qui repose sur des hypothèses et un calendrier à long terme, tandis que le business case est un document tactique qui se concentre sur une opportunité concrète à court ou moyen terme.